# Klaus Lüder
Klaus Lüder (* 1935 in Mannheim) ist ein deutscher Ökonom.

## Leben
Von 1955 bis 1957 machte er eine kaufmännische Lehre. Von 1957 bis 1962 studierte er technische Volkswirtschaft an der TH  Karlsruhe. Nach der Promotion 1964 zum Dr. rer. pol. und der  Habilitation 1968 für das Fachgebiet Betriebswirtschaftslehre in Karlsruhe lehrte er von 1969 bis 1981 als o. Professor für Allgemeine Betriebswirtschaftslehre und Betriebswirtschaftslehre der öffentlichen Verwaltung an der Universität Hamburg. Ab 1981 war er Universitätsprofessor für Öffentliche Finanzwirtschaft und Allgemeine Betriebswirtschaftslehre an der Deutschen Hochschule für Verwaltungswissenschaften Speyer. Von 1995 bis 1997 war er Rektor der Hochschule. Zum Dr. rer. oec. h. c. der Universität Bochum wurde er 2000 ernannt. 2003 erfolgte die Emeritierung.

## Schriften (Auswahl)
- Entwicklung und Stand der Reform des Haushalts- und Rechnungswesens in Australien. Speyer 2000, ISBN 3-932112-50-4.
- Neues öffentliches Haushalts- und Rechnungswesen. Anforderungen, Konzept, Perspektiven. Berlin 2001, ISBN 3-89404-738-0.
- Dokumentation Eröffnungsbilanz. Pilotprojekt Stadt Uelzen. Speyer 2003, ISBN 3-932112-69-5.
- mit Hans Blohm und Christina Schaefer: Investition. Schwachstellenanalyse des Investitionsbereichs und Investitionsrechnung. München 2012, ISBN 3-8006-3937-8.